# 赤沢朝経
赤沢 朝経（あかざわ ともつね）は、室町時代後期から戦国時代にかけての武将。家系は小笠原氏の庶流赤沢氏。家督を譲った後は澤蔵軒宗益（たくぞうけん そうえき）と称した。

## 生涯
赤沢氏の本拠地は信濃国塩崎城で、朝経は家督を嫡子の政経に譲って父の赤沢経隆や弟の赤沢幸純（福王寺・大和守）とともに上洛している。なお、朝経らが上洛する以前から、応永19年（1412年）の「大伝法院領和泉国信達庄沙汰次第事」中の阿波殿奏者赤沢三郎、康正2年（1456年）の細川持賢の関東への出兵催促状に見える赤沢新蔵人政吉、長禄2年（1458年）の小笠原政康の出陣要請に見える赤沢政吉、延徳元年（1489年）に細川政元主催の犬追物に参加している赤沢兵庫助、細川典厩家の被官人として見える赤沢兵庫助政真など、赤沢氏の人物が細川氏の周辺で活動していたことが確認されている。
朝経は、本家小笠原氏に倣って「糾法（弓法）的伝」（小笠原流）を室町幕府の管領細川政元に伝授した縁で、8代将軍足利義政の弓道師範、更に武者所を兼任するに至った。 また、既に政元に従っていた一族の縁故を頼ったともいわれている。
延徳3年（1491年）に10代将軍足利義稙（義材、義尹）の六角高頼征伐（長享・延徳の乱）に従軍した際、政元に鷹狩の技能を認められてその被官となった。そして外様の内衆として山城国・河内国・大和国など各地を転戦して武功を挙げ、山城上三郡守護代や幕府料所河内十七箇所の給人、妙法院領河内八箇所の代官、近衛家領山城五ケ庄の代官などに任じられている。
明応8年（1499年）7月には足利義稙に呼応する動きを見せた比叡山延暦寺を波々伯部宗量と共に焼き討ちするように政元に命ぜられ、11日に一斉に比叡山に攻め上り根本中堂・大講堂・常行堂・法華堂・延命院・四王院・経蔵・鐘楼などの山上の主要伽藍を全焼させた。9月には河内で義稙派として挙兵した畠山尚順に呼応した筒井順賢・十市遠治ら大和国人衆を牽制するため山城南部へ急行、御牧城・水主城・槇島城を落とした。12月に大和国人衆追討に向かい山城から大和へ乱入、喜光寺や法華寺・西大寺・額安寺などを焼き討ちして大和北部を占領し、尚順派の国人の所領を没収した。
翌明応9年（1500年）に大和の所領支配を強めたり、9月に畠山尚順を撃破して軍事行動を繰り返した一方、圧力を受けた興福寺は文亀元年（1501年）2月に神木を動座して朝廷から撤退を要求されたが、翌文亀2年（1502年）にも平然と大和に出兵している。また、同年義稙派に接近した近江守護六角高頼に追い込まれた義澄派の守護代伊庭貞隆が挙兵をすると、文亀3年（1503年）3月には朝経が近江に出兵して貞隆と共に高頼が籠城した蒲生氏の音羽城を攻撃しているが、6月に帰洛して政元の仲介で高頼と貞隆は和睦した（伊庭氏の乱）。
更に文亀元年には小笠原定基に書状を送り、今川氏親に圧迫を受けた尾張守護斯波義寛への援軍派兵を求めている。
永正元年（1504年）3月、政元に反逆するが、薬師寺元一の取り成しによって6月赦免されて上洛。次いで同年9月元一が主君政元を廃し、養子である細川澄元の擁立を企てるとこれと結託したが、元一の弟・薬師寺長忠らによって鎮圧されて捕らえられた。しかしその豪勇を政元から惜しまれて助命され、翌永正2年（1505年）には罪を許され山城上三郡守護代に復帰した。以後も政元の家臣として活動、永正3年（1506年）1月に河内で畠山義英や畠山尚順らを破り、高屋城を占領した。7月に古市澄胤の手引きで再度大和に侵攻、再び法華寺を焼き、菩提山正暦寺、多武峰妙楽寺、龍門寺なども焼いて寺社勢力をも平定する。さらに三好之長と共に畿内各地に転戦して細川氏の勢力拡大に貢献した。
永正4年（1507年）、政元の命令を受けて丹後国の一色義有を攻めるが、その戦いの最中である6月23日に政元が家臣の薬師寺長忠・香西元長・竹田孫七らによって暗殺された（永正の錯乱）ことを知ると、軍を京都に撤退させようとしたが、一色義有や石川直経ら丹後の国人の反撃を受け、6月26日に丹後九世戸の文殊堂で自刃した（『寛政重修諸家譜』では7月4日）。享年57。この時若狭国の粟屋親栄や古市胤盛（澄胤の子）も討ち取られている。従軍していた弟で養子の長経は生還、澄元の部将として仕えた。鷹狩の書『宗益相伝書』が伝わっている。

## その他
- 朝経の実力を示す話として、『後法興院政家記』明応8年（1499年）9月26日条には、「早朝より宗益（朝経）、御牧城を攻め落とし、放火す。首9つ討ち取ると云々」と記述されており、一つの合戦で9人を討ち取ったと情報が記録されている。